# Apoboleus ludius
Apoboleus ludius är en insektsart som först beskrevs av Karsch 1896.  Apoboleus ludius ingår i släktet Apoboleus och familjen gräshoppor. Inga underarter finns listade i Catalogue of Life.